# Kristianstads FF
Kristianstads FF (KFF) var en svensk fotbollsklubb i Kristianstad i Skåne.
Klubben grundades 1990 genom en sammanslagning av Vilans BoIF och fotbollssektionen i IFK Kristianstad.
Damsektionen upplöstes 1998 då den slogs samman med damsektionen i Wä IF och bildade Kristianstad/Wä DFF.
Herrsektionen upplöstes 2015 då den slogs samman med Kristianstad BoIS och bildade Kristianstad FC.

## Herrar

### Historia
KFF:s herrlag övertog säsongen 1990 IFK Kristianstads plats i seriesystemet. Säsongen innan spelade visserligen Vilan i Division 3 Södra Götaland (nivå 4 i Sveriges seriesystem i fotboll) medan IFK Kristianstad spelade i Division 4 Skåne Nordöstra (nivå 5), men Vilan åkte ur samtidigt som IFK Kristianstad gick upp.

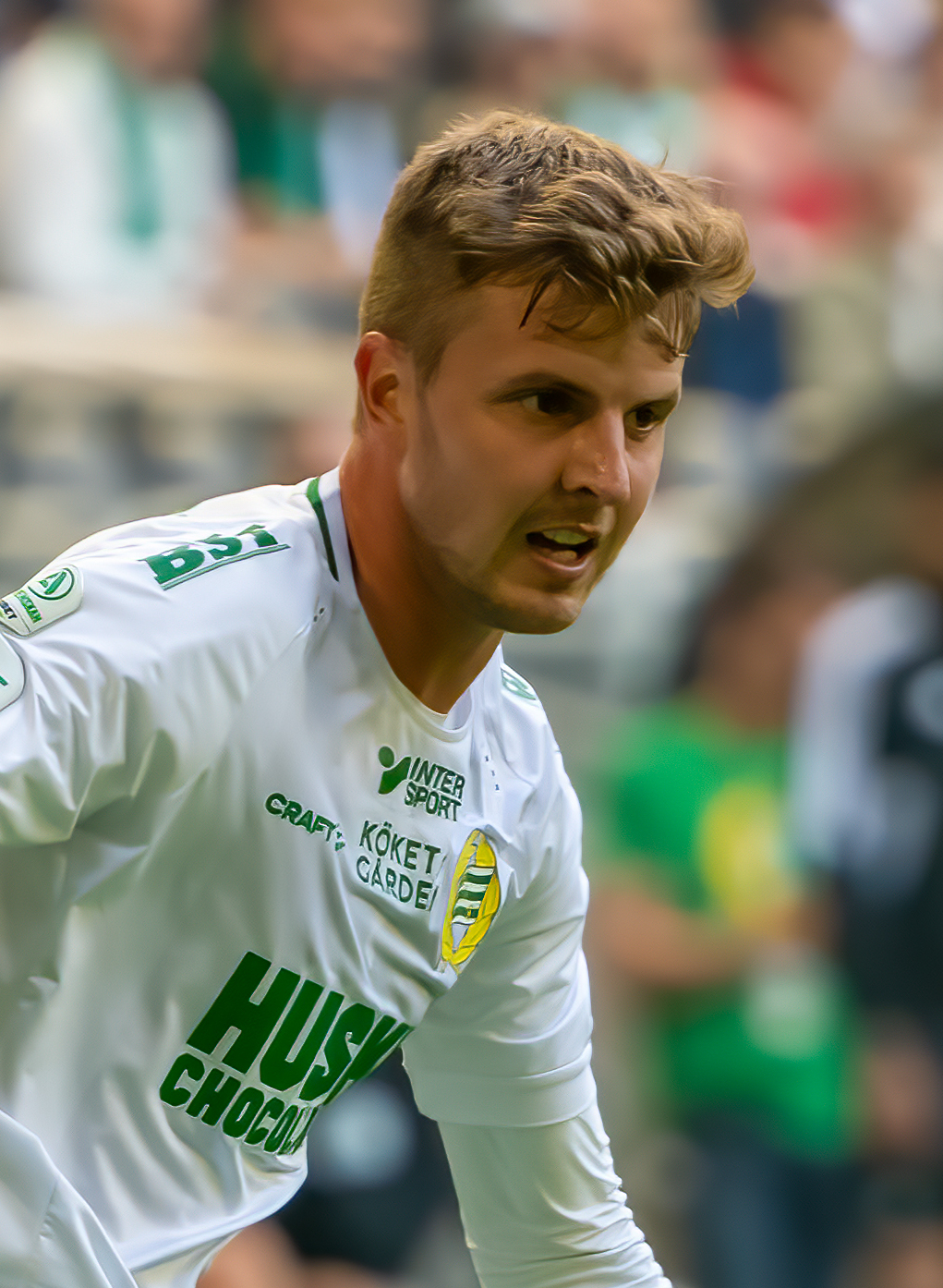
Joel Nilsson spelade för Kristianstads FF 2014–2015.

Den omedelbara succén efter sammanslagningen uteblev, men under den fjärde säsongen 1993 vann KFF Division 3 Sydöstra Götaland (nivå 4) och gick upp till Division 2 Södra Götaland (nivå 3).
Klubben mötte den engelska storklubben Arsenal i en träningsmatch 1995, vilket också var Dennis Bergkamps första match för Arsenal.
Under den femte säsongen i Division 2 1998 vann KFF, under ledning av den gamla storspelaren Mats Magnusson, även den divisionen och gick upp till Division 1 Södra, som då utgjorde den näst högsta nivån i seriesystemet. Detta skulle visa sig vara klubbens största framgång.
1999 var den sista säsongen före bildandet av Superettan, vilket innebar att en stor del av klubbarna i serien åkte ur. Trots en respektabel niondeplats (av 14) var det det öde som drabbade KFF. Bara två år senare, 2001, åkte klubben ned ytterligare en division ned till Division 3 (nivå 4) och man var därmed tillbaka där man började 1990. Redan första säsongen där kom KFF dock tvåa och kvalade sig upp till Division 2 (nivå 3).
2005 blev KFF tvåa i Division 2 Södra Götaland, fyra poäng efter Bunkeflo, som fick kvala till Superettan. Antalet klubbar på nivå 3 minskades inför nästföljande säsong, men KFF fick en plats i den nybildade Division 1 Södra. Man var dock alltså fortfarande kvar på nivå 3 i seriesystemet.
KFF åkte 2007 ur Division 1 och ned till Division 2, och var då återigen nere på nivå 4. Där vann dock klubben divisionen direkt och gick tillbaka upp. Under klubbens resterande sju säsonger blev man som bäst fyra i Division 1 Södra. Närmast att gå upp i Superettan var KFF 2009, då det bara skiljde en poäng till seriesegrarna Öster och Skövde på kvalplats. I Svenska cupen nådde KFF sin största framgång 2014/15, då man kvalificerade sig för gruppspel. Där lyckades man dock inte ta någon poäng mot varken AIK, Hammarby eller Landskrona.
I juni 2015 briserade en spelskandal med KFF i fokus, då det framkom att flera spelare i klubben var misstänkta för tagande av muta. I september samma år åtalades sex personer, varav fyra KFF-spelare. En av dessa var fortfarande aktiv i klubben. Samtliga åtalade frikändes i tingsrätten i slutet av oktober, men i hovrätten blev det motsatt resultat när domen föll i juni 2016.
Den 12 oktober 2015, parallellt med rättsprocessen i muthärvan, offentliggjorde KFF och Kristianstad BoIS att klubbarna planerade att slås samman inför nästa säsong och på klubbarnas årsmöten den 10 december samma år fattades de formella besluten. Den nya klubben Kristianstad FC (KFC) övertog 2016 KFF:s plats i seriesystemet.

### Hemmaarena
Hemmaarena för herrlaget var Kristianstads IP.

### Säsonger
| Seriespel | Seriespel | Seriespel  | Seriespel         | Seriespel    | Seriespel         | Seriespel | Cupspel | Cupspel       | Cupspel      | Cupspel |
| Säsong    | Nivå      | Division   | Avdelning         | Placering    | Förändring        | Källa     | Säsong  | Cup           | Resultat     | Källa   |
| --------- | --------- | ---------- | ----------------- | ------------ | ----------------- | --------- | ------- | ------------- | ------------ | ------- |
| 1990      | 4         | Division 3 | Sydöstra Götaland | 6:a (av 12)  |                   | [ 25 ]    | 1990/91 | Svenska cupen | ?            |         |
| 1991      | 4         | Division 3 | Södra Götaland    | 7:a (av 12)  |                   | [ 26 ]    | 1991    | Svenska cupen | ?            |         |
| 1992      | 4         | Division 3 | Sydöstra Götaland | 2:a (av 12)  | Uppflyttningskval | [ 27 ]    | 1992/93 | Svenska cupen | ?            |         |
| 1993      | 4         | Division 3 | Sydöstra Götaland | 1:a (av 12)  | Uppflyttning      | [ 6 ]     | 1993/94 | Svenska cupen | ?            |         |
| 1994      | 3         | Division 2 | Södra Götaland    | 7:a (av 12)  |                   | [ 28 ]    | 1994/95 | Svenska cupen | ?            |         |
| 1995      | 3         | Division 2 | Södra Götaland    | 5:a (av 12)  |                   | [ 29 ]    | 1995/96 | Svenska cupen | ?            |         |
| 1996      | 3         | Division 2 | Södra Götaland    | 7:a (av 12)  |                   | [ 30 ]    | 1996/97 | Svenska cupen | ?            |         |
| 1997      | 3         | Division 2 | Södra Götaland    | 5:a (av 12)  |                   | [ 31 ]    | 1997/98 | Svenska cupen | Omgång 2     | [ 32 ]  |
| 1998      | 3         | Division 2 | Södra Götaland    | 1:a (av 12)  | Uppflyttning      | [ 9 ]     | 1998/99 | Svenska cupen | Kvalomgång 2 | [ 32 ]  |
| 1999      | 2         | Division 1 | Södra             | 9:a (av 14)  | Nedflyttning      | [ 10 ]    | 1999/00 | Svenska cupen | Omgång 3     | [ 32 ]  |
| 2000      | 3         | Division 2 | Södra Götaland    | 9:a (av 12)  |                   | [ 33 ]    | 2000/01 | Svenska cupen | ?            |         |
| 2001      | 3         | Division 2 | Södra Götaland    | 11:a (av 12) | Nedflyttning      | [ 11 ]    |         |               |              |         |
| 2002      | 4         | Division 3 | Sydöstra Götaland | 2:a (av 12)  | Uppflyttningskval | [ 12 ]    | 2002    | Svenska cupen | Deltog ej    | [ 34 ]  |
| 2003      | 3         | Division 2 | Södra Götaland    | 5:a (av 12)  |                   | [ 35 ]    | 2003    | Svenska cupen | Omgång 2     | [ 36 ]  |
| 2004      | 3         | Division 2 | Södra Götaland    | 7:a (av 12)  |                   | [ 37 ]    | 2004    | Svenska cupen | Omgång 2     | [ 38 ]  |
| 2005      | 3         | Division 2 | Södra Götaland    | 2:a (av 12)  |                   | [ 13 ]    | 2005    | Svenska cupen | Omgång 1     | [ 39 ]  |
| 2006      | 3         | Division 1 | Södra             | 6:a (av 14)  |                   | [ 14 ]    | 2006    | Svenska cupen | Omgång 3     | [ 40 ]  |
| 2007      | 3         | Division 1 | Södra             | 13:e (av 14) | Nedflyttning      | [ 15 ]    | 2007    | Svenska cupen | Deltog ej    | [ 41 ]  |
| 2008      | 4         | Division 2 | Södra Götaland    | 1:a (av 12)  | Uppflyttning      | [ 16 ]    | 2008    | Svenska cupen | Omgång 2     | [ 42 ]  |
| 2009      | 3         | Division 1 | Södra             | 4:a (av 14)  |                   | [ 17 ]    | 2009    | Svenska cupen | Omgång 3     | [ 43 ]  |
| 2010      | 3         | Division 1 | Södra             | 10:a (av 14) |                   | [ 44 ]    | 2010    | Svenska cupen | Kvalomgång   | [ 45 ]  |
| 2011      | 3         | Division 1 | Södra             | 6:a (av 14)  |                   | [ 46 ]    | 2011    | Svenska cupen | Omgång 1     | [ 47 ]  |
| 2012      | 3         | Division 1 | Södra             | 4:a (av 14)  |                   | [ 48 ]    | 2012/13 | Svenska cupen | Omgång 2     | [ 49 ]  |
| 2013      | 3         | Division 1 | Södra             | 11:a (av 14) |                   | [ 50 ]    | 2013/14 | Svenska cupen | Omgång 2     | [ 51 ]  |
| 2014      | 3         | Division 1 | Södra             | 10:a (av 14) |                   | [ 52 ]    | 2014/15 | Svenska cupen | Gruppspel    | [ 18 ]  |
| 2015      | 3         | Division 1 | Södra             | 5:a (av 14)  |                   | [ 53 ]    | 2015/16 | Svenska cupen | Omgång 2     | [ 54 ]  |

## Damer

### Historia
KFF:s damlag inledde i Division 2 Sydöstra Götaland (nivå 3 i Sveriges seriesystem i fotboll), som till 1990 års säsong hade utökats från sex serier med tolv klubbar i varje till tolv serier med tio klubbar i varje. Redan under klubbens andra säsong 1991 vann man serien och lyckades via kval gå upp till Division 1 Södra, som då utgjorde den näst högsta nivån i seriesystemet. Sejouren i Division 1 blev dock bara ettårig eftersom KFF kom näst sist och åkte ur direkt. Nästföljande säsong vann KFF serien igen och gick även denna gång segrande genom kvalet. Precis som två år tidigare åkte klubben dock ur Division 1 direkt, denna gång efter att ha kommit sist. Under de följande fyra säsongerna var KFF ett topplag i Division 2, men det blev ingen mer serieseger.
Den 5 november 1998 beslutades det att KFF:s damsektion skulle slås samman med Wä IF:s damsektion och den nya klubben fick namnet Kristianstad/Wä DFF. Eftersom Wä spelade i Damallsvenskan 1998 och klarade sig kvar med ett nödrop, började den nya klubben sin existens i Damallsvenskan 1999.

### Hemmaarena
Hemmaarena för damlaget var Vilans IP.

### Säsonger
| Seriespel | Seriespel | Seriespel  | Seriespel         | Seriespel    | Seriespel         | Seriespel | Cupspel | Cupspel       | Cupspel     | Cupspel |
| Säsong    | Nivå      | Division   | Avdelning         | Placering    | Förändring        | Källa     | Säsong  | Cup           | Resultat    | Källa   |
| --------- | --------- | ---------- | ----------------- | ------------ | ----------------- | --------- | ------- | ------------- | ----------- | ------- |
| 1990      | 3         | Division 2 | Sydöstra Götaland | 3:a (av 9)   |                   | [ 63 ]    | 1990    | Svenska cupen | ?           |         |
| 1991      | 3         | Division 2 | Sydöstra Götaland | 1:a (av 10)  | Uppflyttningskval | [ 57 ]    | 1991    | Svenska cupen | Omgång 3    | [ 64 ]  |
| 1992      | 2         | Division 1 | Södra             | 11:a (av 12) | Nedflyttning      | [ 58 ]    | 1992    | Svenska cupen | Omgång 5    | [ 65 ]  |
| 1993      | 3         | Division 2 | Sydöstra Götaland | 1:a (av 10)  | Uppflyttningskval | [ 59 ]    | 1993    | Svenska cupen | ?           |         |
| 1994      | 2         | Division 1 | Södra             | 12:a (av 12) | Nedflyttning      | [ 60 ]    | 1994    | Svenska cupen | ?           |         |
| 1995      | 3         | Division 2 | Södra Götaland    | 4:a (av 10)  |                   | [ 66 ]    | 1995    | Svenska cupen | ?           |         |
| 1996      | 3         | Division 2 | Södra Götaland    | 2:a (av 10)  |                   | [ 67 ]    | 1996    | Svenska cupen | ?           |         |
| 1997      | 3         | Division 2 | Södra Götaland    | 2:a (av 10)  |                   | [ 68 ]    | 1997    | Svenska cupen | ?           |         |
| 1998      | 3         | Division 2 | Södra Götaland    | 4:a (av 11)  |                   | [ 61 ]    | 1998/99 | Svenska cupen | Kvartsfinal | [ 62 ]  |

1. ↑  Som Kristianstad/Wä DFF